# Tram van Brandenburg an der Havel
De elektrische tram van Brandenburg an der Havel bedient sinds 1 april 1911 de stad Brandenburg an der Havel, gelegen in de Duitse deelstaat Brandenburg. Het huidige metersporige net telt drie lijnen en heeft een netlengte van 17,65 kilometer. Het wordt uitgebaat door de Verkehrsbetriebe Brandenburg an der Havel GmbH.

## Geschiedenis

### Ontstaansgeschiedenis en ontwikkeling tot de Tweede Wereldoorlog

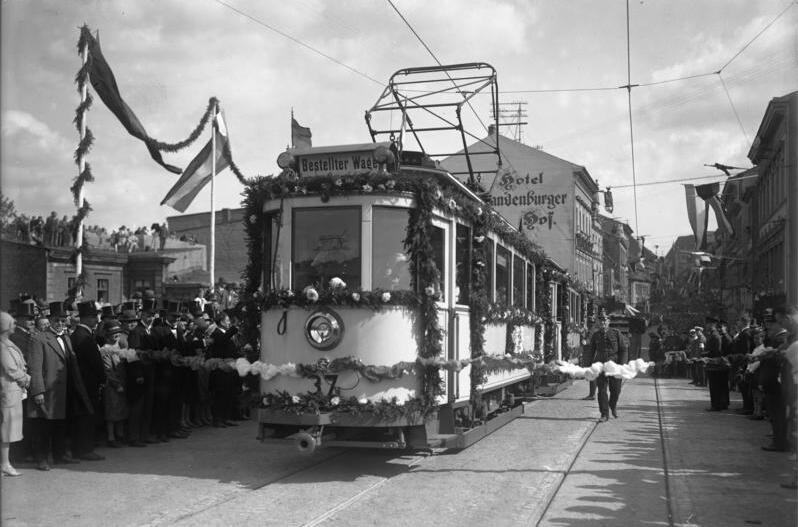
Inhuldiging in 1929 van de nieuwe Jahrtausendbrücke

De tram verscheen in Brandenburg op 1 oktober 1897 als paardentram. De lijnen werden met kleuren aangeduid en voor de aanleg van het net werd gekozen voor het meterspoor. Nadat de stad de activiteiten op 1 april 1910 overnam, werd gelijktijdig besloten het net te elektrificeren. Het elektrische tramnet kwam in dienst op 1 april 1911. Na de uitbreiding naar het Altstadt-station en Planebrücke in april 1911, werd op kerstavond 1912 de streeklijn naar Plaue geopend (gele lijn).

### DDR-tijd

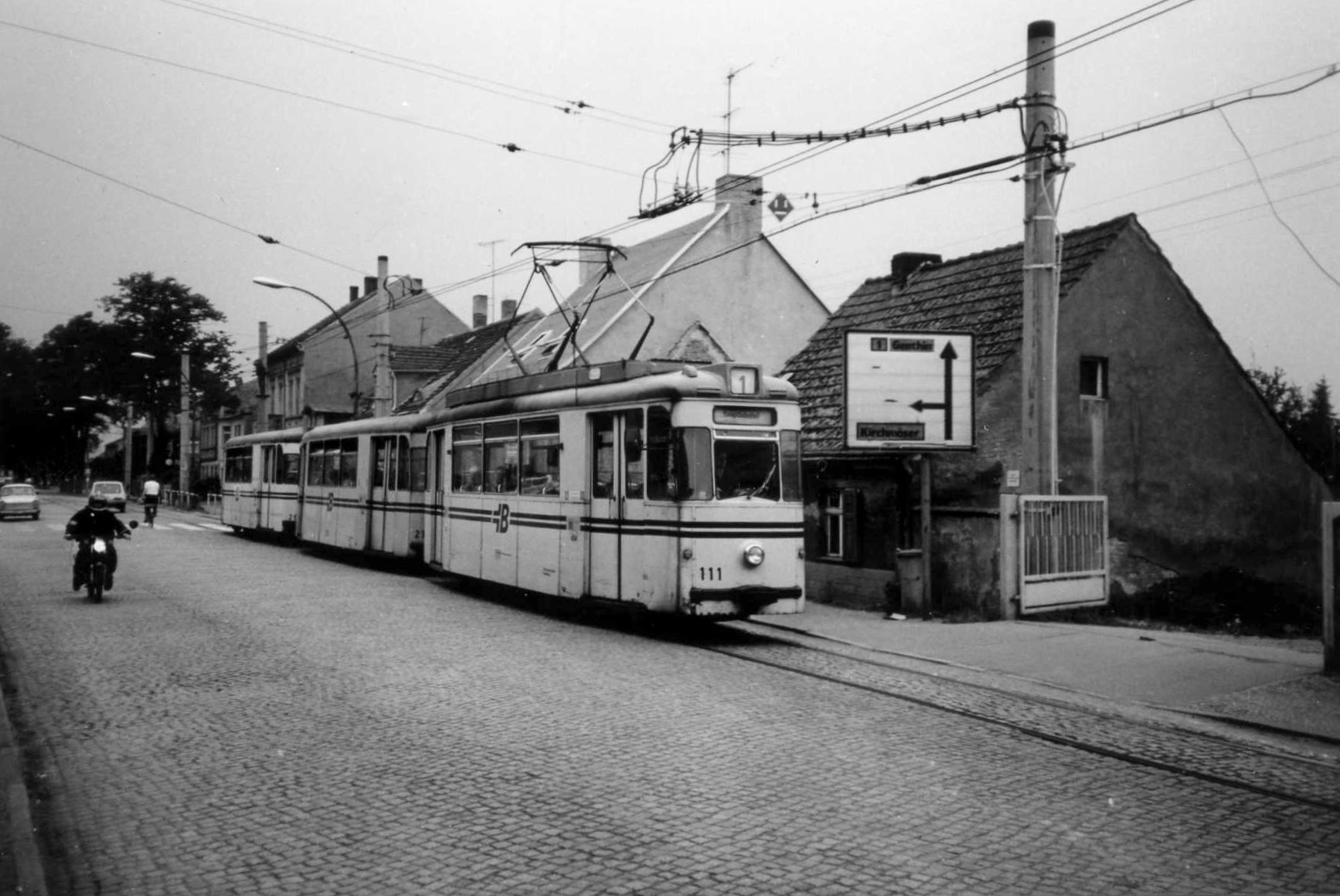
Gekoppelde Gothatram op de streeklijn 1 richting Kirchmöser

Op 20 juli 1950 begonnen de werken om de lijn van het Altstadt-station te verlengen naar de staalfabriek en op 1 oktober 1952 kon de volledige lijn tot aan het huidige eindpunt Quenzbrücke in gebruik worden genomen.
Om het voertuigenpark te vernieuwen werden vanaf 1958 nieuwe trams van het type Gotha en LOWA aangeschaft. Tot 1959 kwamen in totaal 12 motorwagens en 22 bijwagens in dienst. In tegenstelling tot bijna alle andere trambedrijven in de DDR, deed Brandenburg uitsluitend beroep op tweeassige wagens van de types T-57, T59-E, T-61E, T-62 alsook T2D met bijpassende bijwagens.
In 1970 besloot de stad om de tramexploitatie binnen een tijdspanne van tien jaar op te heffen maar de energiecrisis zorgde ervoor dat dit niet gebeurde. Zo werden in 1979 de eerste gelede KT4D Tatratrams aangeschaft en in hetzelfde jaar begon de aanleg van een nieuw traject naar Hohenstücken. Als gevolg van de grootse uitbreidingsplannen voor dit wooncomplex kreeg de eindhalte zes opstelsporen.
Plannen om een dwarsverbinding te realiseren tussen de lijn naar Hohenstücken (aftakkend ter hoogte van de bocht aan de Tschirchdamm) en de Gördenallee, werden uiteindelijk niet gerealiseerd.

### Periode na de Wende

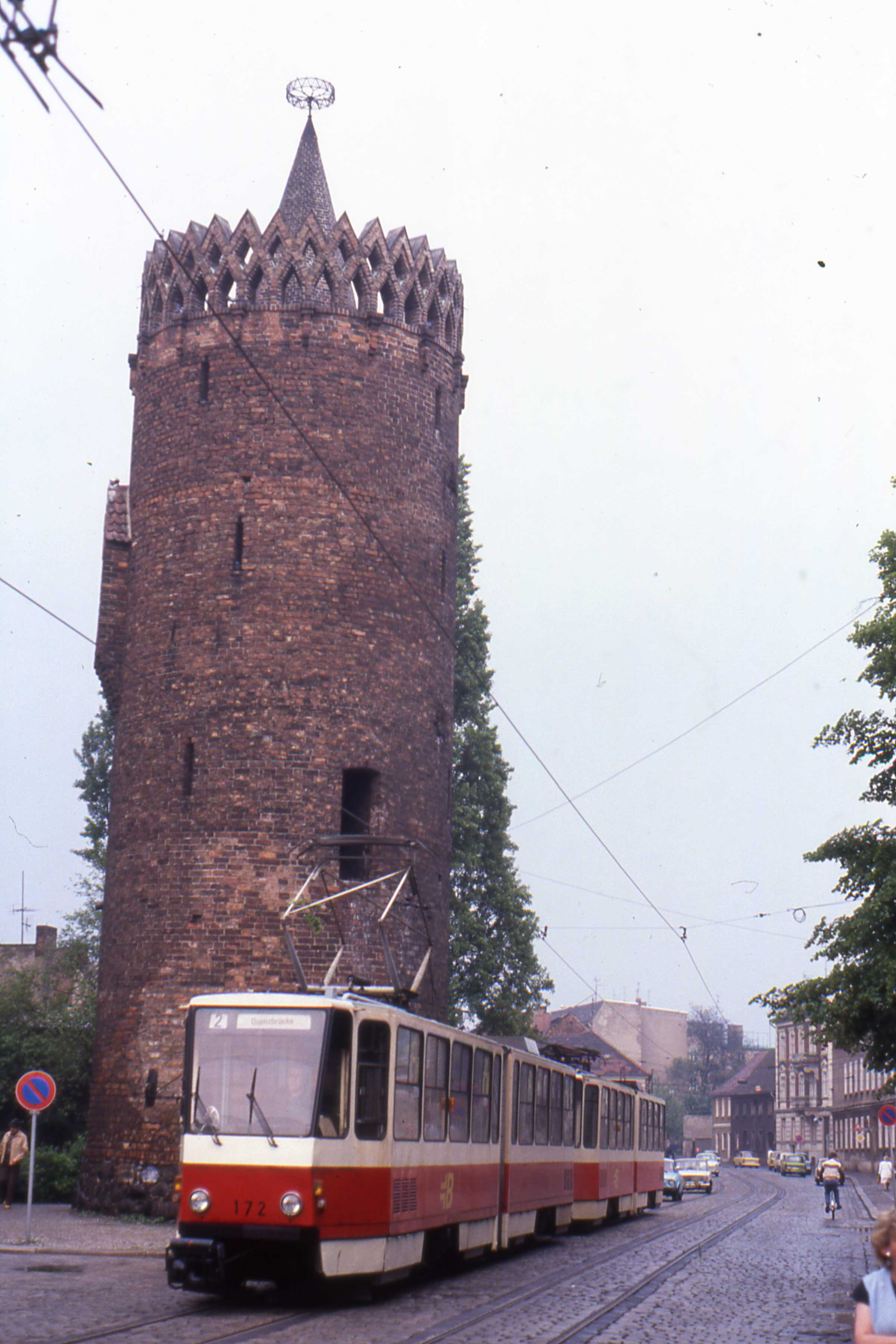
KT4D in 1990 aan de Plauer Torturm

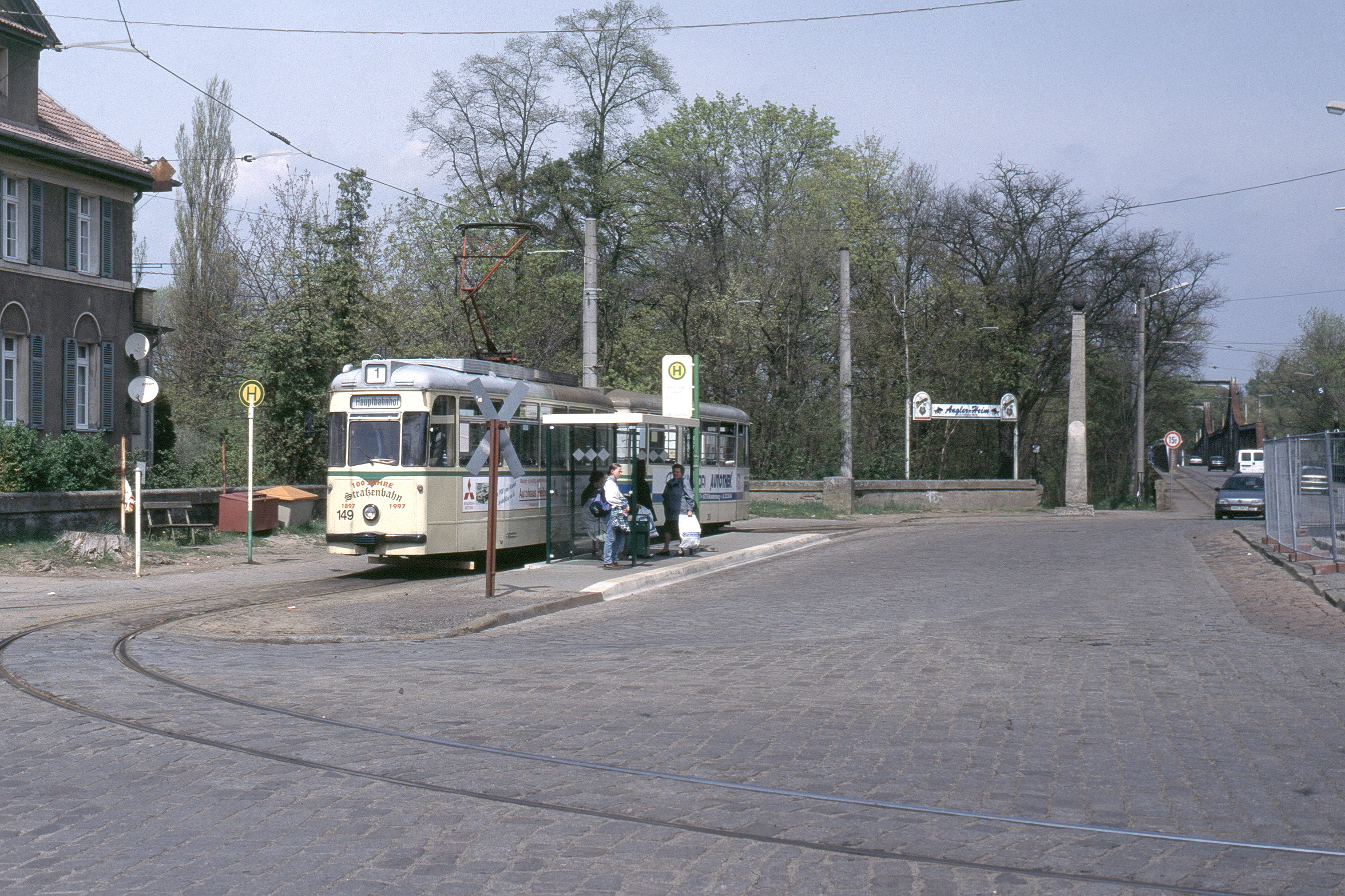
Voormalige eindhalte Kirchmöser-West, 1997

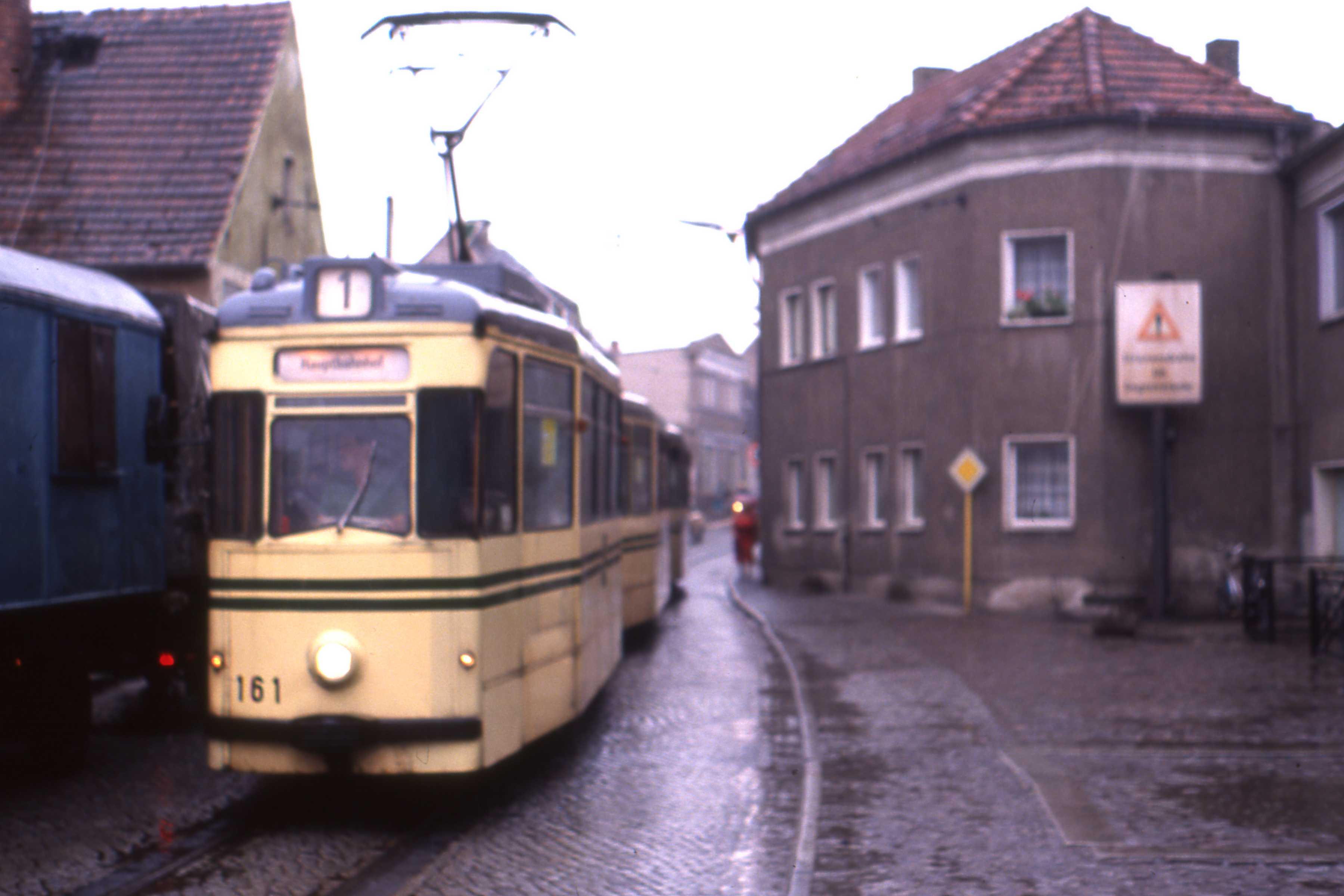
Gekoppelde Gotha-tram in de smalle doortocht van Plaue, 1990

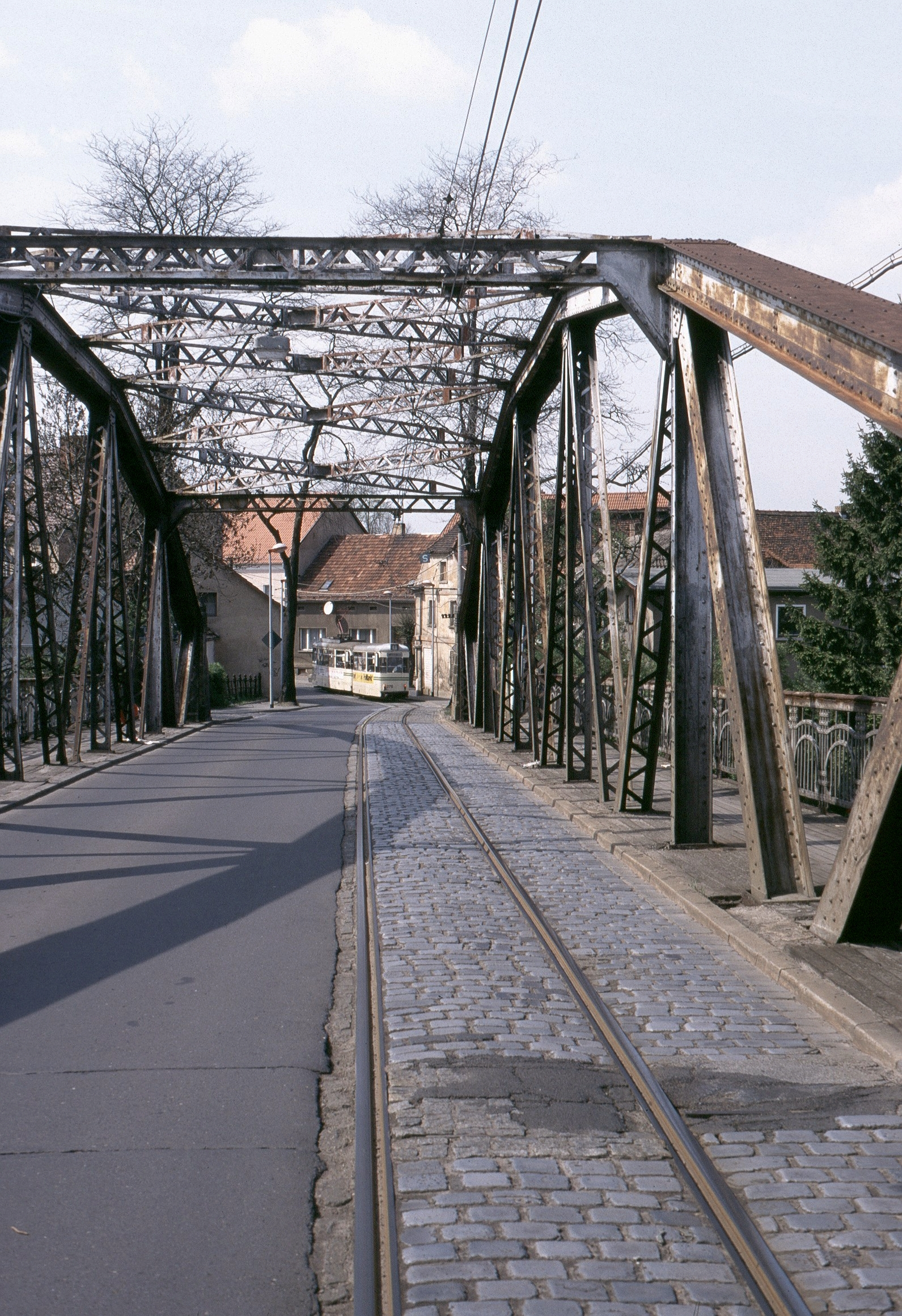
De slechte toestand van de oude brug in Plaue was de oorzaak voor de opheffing van lijn 1 naar Kirchmöser

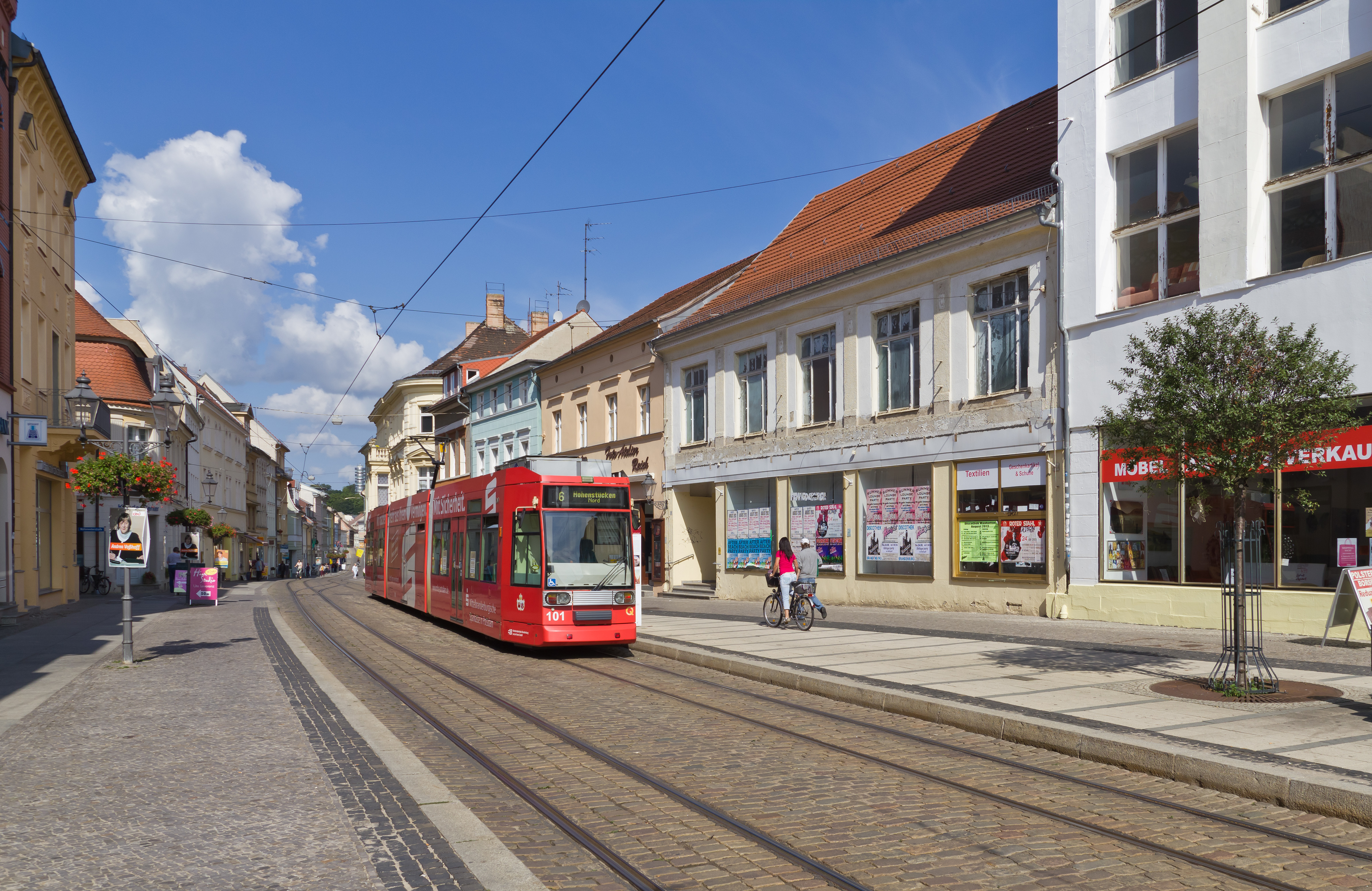
Moderne MGT6D in de Hauptstraße, 2013

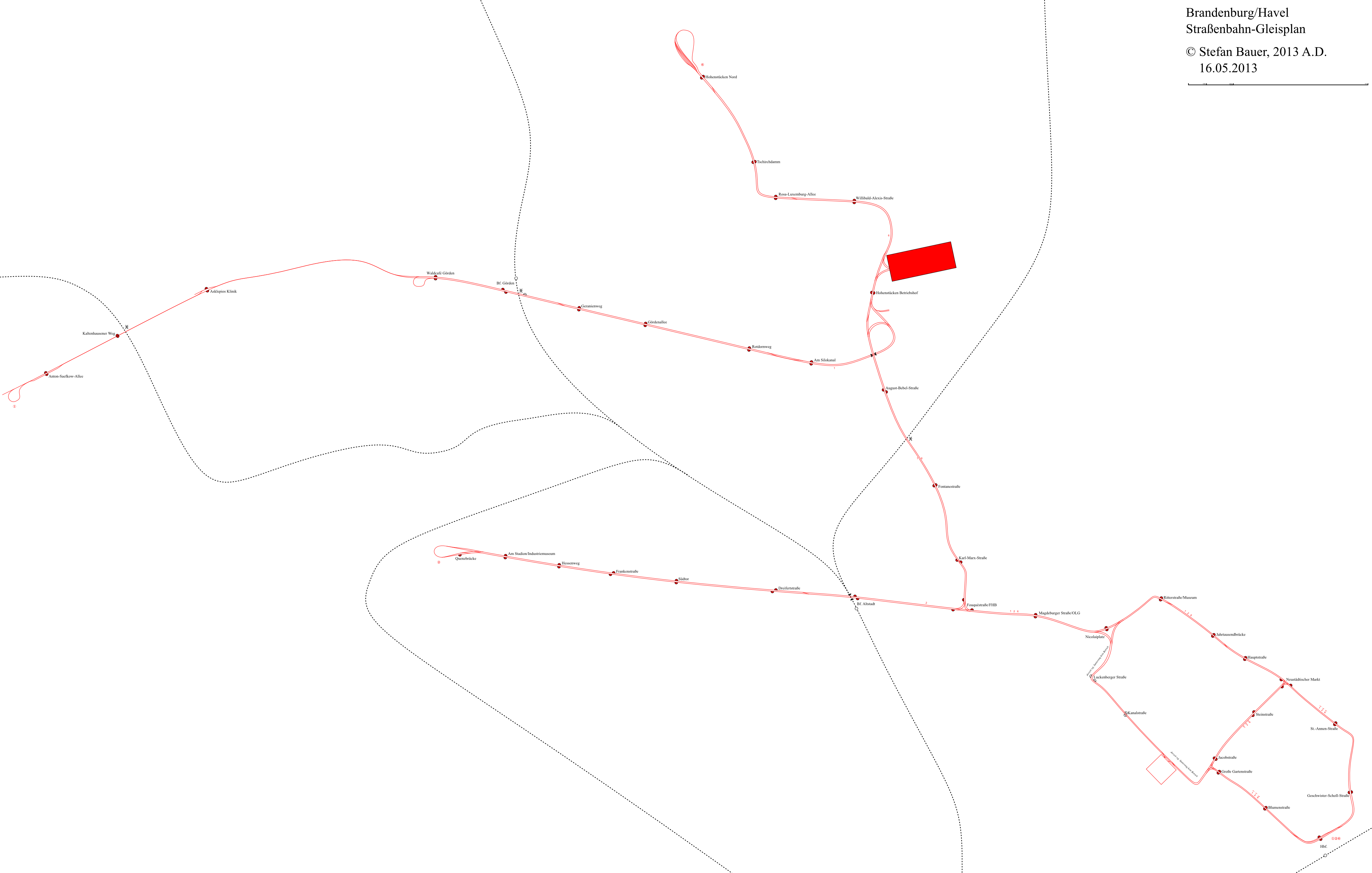
Sporenplan (stand 2013)

In de jaren 1980 en 1990 werd het bedrijf geleidelijk aan gemoderniseerd door de heraanleg van de sporen. In 1995 schafte het trambedrijf vier gelede tweerichtingstrams aan van het type MGT6D (nummers 100-103). Kort daarvoor hadden twee MGT6D (nummers 500-501) uit Halle (Saale) proefgereden op het net. Gezien de aankoop van meer nieuwe trams voor de stad te duur was, besliste men om tien Tatra-trams KT4 uit te breiden met een verlaagd middendeel tot het type KTFN6. Daardoor konden de Gotha- en LOWA-trams in de jaren 1990 uit het straatbeeld verdwijnen. Het trambedrijf nam daarenboven nog drie tweerichtingstrams van het type GT4 over van de Freiburger Verkehrs AG die vooral op de lijn naar Plaue en Kirchmöser werden ingezet. Bovendien werden deze ook ingezet in functie van spoorwerken. In 1997 vierde de tram zijn honderdjarig jubileum en op 16 september 2000 kwam de nieuwe stelplaats in de Upstallstraße in dienst.
Op 28 september 2002 werd het 5,6 kilometer lange streektraject Anton-Saefkow-Allee - Plaue - Kirchmöser-West opgeheven als gevolg van de slechte toestand van de oude brug in Plaue. Lijn 1 reed daardoor niet verder meer dan de halte Anton-Saefkow-Allee. Na het wegvallen van dit traject, verhuisden de GT4-trams naar de oude stelplaats in de Bauhofstraße waar ze kort nadien werden verschroot.
In 2005 verminderde de stad Brandenburg haar dotatie aan het vervoerbedrijf met twee miljoen euro. Als gevolg hiervan werden besparingen doorgevoerd op het personeel en het materieel en werd de dienstregeling van de trams en bussen uitgedund, vooral tijdens het weekend. Op zon- en feestdagen werden twee tramlijnen (lijnen 1 en 2) voor de eerste keer in de geschiedenis van het bedrijf gekoppeld tot tramlijn 1/2 (Quenzbrücke - Anton-Saefkow-Allee) met een uurdienst. Gezien deze lijn het station niet bediende, dienden reizigers over te stappen op tramlijn 6 die met een halfuurfrequentie het station aandeed.
In 2007 volgde het 110-jarige jubileum van de tramexploitatie. Hoewel de toekomst op lange termijn onzeker was, voorzag de stad Brandenburg het behoud van de tram tot het jaar 2020. In het voorjaar 2012 werd begonnen om het plein voor het station van Brandenburg te vernieuwen. Tegelijkertijd werden tot mei ook de tramsporen grondig vernieuwd.
In 2011 werd de Neuendorfer Straße vernieuwd en van 2012 tot 2013 volgde de heraanleg van de Nicolaiplatz. Beide bouwwerven leidden ertoe dat het traject van lijn 1 in de Neuendorfer Straße, Luckenberger Straße en Bauhofstraße niet door trams kon bereden worden. Daardoor bediende lijn 1 tussen 7 maart en 14 augustus 2011 en van 18 juni 2012 tot 2 november 2013 in de binnenstad het traject van lijn 2. De haltes Luckenberger Straße en Kanalstraße werden dan niet door trams bediend.
Op 4 januari 2014 werden de twee tram-prototypes (Bogestra-serie van het type MGT6D, nummers 500 en 501) uit Halle (Saale) en die reeds in 1995 op proef in Brandenburg dienstdeden, door het Verkehrsbetriebe Brandenburg an der Havel aangekocht. In de nasleep van de aankoop van deze twee lagevloertrams, werden de Tatra-trams KT4D nummers 173 en 180 verkocht, waardoor alle trams in het park gedeeltelijk over een lage vloer beschikten.
Tijdens de Bundesgartenschau 2015 in de Havelregio werd het aanbod in de binnenstad in de weekends en op feestdagen versterkt door de ringlijn 8. Deze lijn bediende op haar rit tweemaal de Steinstraße in de richting van de Neustädtischer Markt, zodat lijn 8 ook daadwerkelijk een achtvormig verloop had.

## Lijnoverzichten

### 1989
Kort voor en na de Wende waren volgende tramlijnen in dienst:
- 1: Kirchmöser West - Nicolaiplatz - Neustädtischer Markt - Hauptbahnhof - Bauhofstraße - Nicolaiplatz - Kirchmöser West
- 2: Quenzbrücke - Nicolaiplatz - Bauhofstraße - Hauptbahnhof - Neustädtischer Markt - Nicolaiplatz - Quenzbrücke
- 3: Quenzbrücke - Nicolaiplatz - Neustädtischer Markt - Bauhofstraße - Nicolaiplatz - Quenzbrücke
- 4: Waldcafé Görden - Nicolaiplatz - Bauhofstraße - Neustädtischer Markt - Nicolaiplatz - Waldcafé Görden
- 5: Waldcafé Görden - Quenzbrücke en terug
- 6: Hohenstücken Nord - Nicolaiplatz - Bauhofstraße - Neustädtischer Markt - Nicolaiplatz - Hohenstücken Nord
- 7: Hohenstücken Nord - Nicolaiplatz - Neustädtischer Markt - Bauhofstraße - Nicolaiplatz - Hohenstücken Nord
- 8: Hohenstücken Nord - Quenzbrücke en terug
- 9: Hohenstücken Nord - Nicolaiplatz - Neustädtischer Markt - Hauptbahnhof - Bauhofstraße - Nicolaiplatz - Hohenstücken Nord

### Huidig net
| Lijn | Traject | Haltes |
| ---- | --- | ------ |
| 1    | Hauptbahnhof (← Neustädtischer Markt) ↔ Kanalstraße ↔ Nicolaiplatz ↔ Fontanestraße ↔ Waldcafé Görden ↔ Anton-Saefkow-Allee | 20/23  |
| 6    | Hauptbahnhof (← Steinstraße) ↔ Neustädtischer Markt ↔ Nicolaiplatz ↔ Fontanestraße ↔ Hohenstücken Nord                     | 18/20  |

## Galerij
- Rit met lijn 1 van Anton-Saefkow-Allee via het station naar Magdeburger Straße / Oberlandesgericht, juni 2012
- Rit met lijn 2 van Ritterstraße / Museum via Hauptbahnhof en Quenzbrücke tot Hauptstraße, juni 2012
- Rit met lijn 6 van Magdeburger Straße / Oberlandesgericht via Hauptbahnhof tot  Hohenstücken Nord, juni 2012